# Campeonato Brasiliense de Futebol Sub-20 de 2020
O Campeonato Brasiliense de Juniores de 2020 foi a 45ª edição do futebol sub-20 do Distrito Federal brasileiro. A competição, organizada pela Federação de Futebol do Distrito Federal, foi disputada entre 31 outubro e 28 de novembro por doze equipes do Distrito Federal, de Goiás e Minas Gerais. O campeonato atribuiria duas vagas para a Copa São Paulo de Futebol Júnior de 2021 e uma para a Copa do Brasil de Futebol Sub-20 de 2021. Porém, a Federação Paulista de Futebol cancelou a edição da Copinha em virtude da Pandemia de Covid-19.

## Regulamento
O campeonato foi disputado em três etapas: fase de grupos, semifinais e final. Na primeira fase, as doze equipes foram divididas em 2 grupos de 6 jogando dentro dos próprios grupos em um turno. As duas equipes com o maior número de pontos conquistados de cada grupo avançaram para as semifinais em que jogaram em ida e volta. Os vencedores disputaram o título em jogo único.
O campeão e o vice conquistaram vagas na Copa São Paulo de Futebol Júnior de 2021 e o campeão na Copa do Brasil de Futebol Sub-20 de 2021.

### Critérios de desempate
Ocorrendo empate em número de pontos ganhos entre duas ou mais equipes na fase classificatória, serão aplicados, sucessivamente, os seguintes critérios de desempate:
1. Maior número de vitórias.
2. Maior saldo de gols.
3. Maior número de gols pró.
4. Confronto direto.
5. Menor número de cartões amarelos.
6. Menor número de cartões vermelhos.
7. Sorteio.

## Equipes participantes[4]
| Equipe                                       | Localidade         | Em 2019  | Estádio (mando em 2020) | Capacidade | Títulos   |
| -------------------------------------------- | ------------------ | -------- | ----------------------- | ---------- | --------- |
| Bolamense Futebol Clube                      | Riacho Fundo       | 13º      | A definir               |            | 0         |
| Grêmio Esportivo Brazlândia                  | Brazlândia         | 8º       | Serra do Lago           | 21 564     | 0         |
| Capital Clube de Futebol Ltda                | Guará              | 4º       | Agepol                  | 22.000     | 0         |
| CFZ de Brasília Sociedade Esportiva          | Brasília           | 6º       | Toca do Coelho          | 3.000      | 0         |
| Sociedade Esportiva do Gama                  | Gama               | 1º       | CT do Gama              | 20.310     | 11 (2019) |
| Legião Futebol Clube                         | Brasília           | Excluído | Abadião                 | 5.000      | 0         |
| Associação Atlética Luziânia                 | Luziânia (GO)      | 11º      | Serra do Lago           | 21 564     | 2 (1997)  |
| Paranoá Esporte Clube                        | Paranoá            | 14º      | Arena Secão             | 6.000      | 1 (2016)  |
| Planaltina Esporte Clube                     | Planaltina         | 15º      | CT do Planaltina        | 12.000     | 1 (1993)  |
| Real Brasília Futebol Clube                  | Núcleo Bandeirante | 2º       | Defelê                  | 1 500      | 1 (2017)  |
| Sociedade Esportiva Planaltina - Samambaense | Samambaia          | 16º      | Abadião                 | 5.000      | 0         |
| Unaí Esporte Clube                           | Unaí (MG)          | 7º       | Urbano Adjuto           | 4 000      | 0         |